# 後野正雄
後野 正雄（のちの まさお、1955年3月9日 - ）は、日本の土木工学者。工学博士（大阪大学）。大阪工業大学名誉教授。大規模災害対策研究機構（CDR）2006理事。
専門は、海岸工学/海洋工学・水工学、数値解析・システム工学。

## 略歴
1978年大阪大学工学部土木工学科卒業。同大学助手を経て、工学博士（大阪大学）。1989年大阪工業大学工学部土木工学科に着任。講師などを経て、1996年同学科教授。2002年同学部都市デザイン工学科教授。2016年大阪工業大学名誉教授。
25年以上の長きに渡り教鞭を執り、特に海岸工学/海洋工学の研究育成に貢献した。
主な所属学会は、土木学会、日本水環境学会など。主な著書は、波と漂砂と構造物（共著、技報堂出版1991、学術書)、海岸工学・波・砂浜、波と構造物の相互干渉（共著、Elsevier Science B. V. 1995）、図説 わかる水理学（共著、学芸出版社2008、学術書）など。

## 主な研究
- 人工海底地形による波向制御に関する実験的研究
- ブロック積み消波堤の線形抵抗係数に関する実験的研究
- 浅海域における円柱構造物の砕波局部波力特性と全体波力について
- 浅海域に設置された砕波近傍の波による衝撃流体力
- 非定常不規則波動場の解析手法